# Сангина

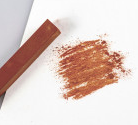
Сангина

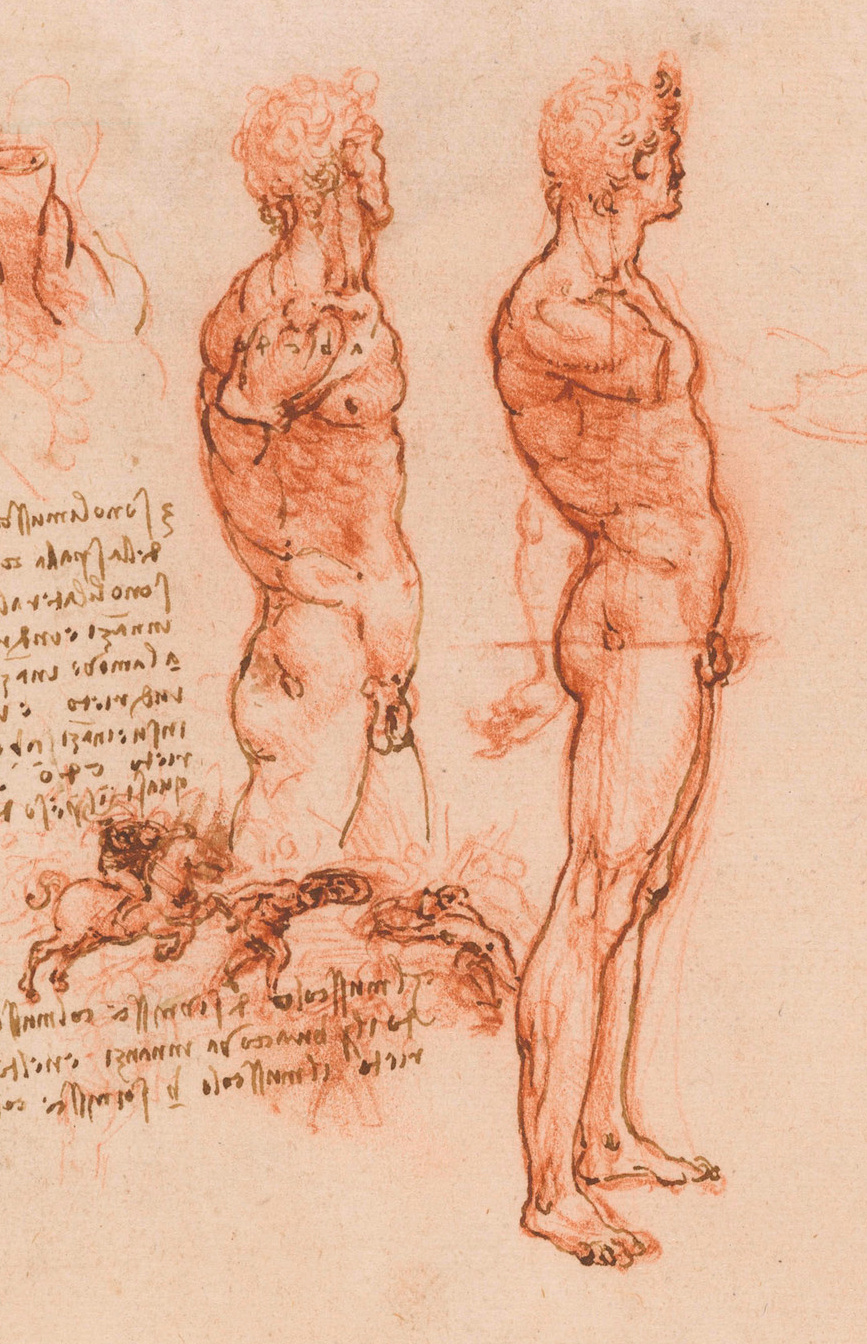
Леонардо да Винчи. Анатомия мужской фигуры. Около 1504 г. Бумага, сангина

Сангина (фр. sanguine от лат. sanguis — «кровь») — материал и инструмент для рисования в виде толстого карандаша без оправы, изготовляемого из каолина (белой глины), пигмента из оксидов железа и связующего вещества (растительного клея). По составу сангина близка «земляным» (минеральным) краскам типа охры, умбры. В Италии в эпоху Возрождения для приготовления сангины использовали смесь натуральных пигментов: охры с умброй (сиенской землёй). Такую смесь прессовали и пережигали в домашних печах.

## Техника работы сангиной в истории искусства
Техника рисунка с помощью сангины известна начиная с эпохи Возрождения. Её использовали Леонардо да Винчи, Рафаэль. Значительная часть этюдов для росписи Сикстинской капеллы великого Микеланджело выполнена сангиной. С помощью сангины хорошо передаются тона обнажённого человеческого тела. Сангину можно растирать по бумаге для получения тонких и полупрозрачных тональных слоёв: валёров. Для этого используют щетинные кисти, специальные растушки или тампоны (в старину их делали из кожи). Сангину можно смачивать водой, втирая её в бумагу. При рисовании штрихом сангина даёт тёмный красновато-коричневый тон. Именно так сангину использовали Микеланджело, П. П. Рубенс, Ж.-Б. Грёз. Техника растушёвки придаёт сангине более яркие и светлые тона: от красновато-оранжевых до желтоватых и розовых.
В эпоху маньеризма и барокко венецианской и римской школ рисование сангиной приобрело наибольшее распространение, поскольку этот материал раскрывал возможности живописного рисования: сочного, красочного штриха в сочетании с приёмами растушёвки, плавными переходами тона, разнообразием фактур. Для сравнения: флорентийцы предпочитали твёрдый грифель, серебряный штифт, тонкий штрих и чёткий контур для достижения осязательной ценности формы. В XVIII веке для эскизов живописных картин и в портретных зарисовках с натуры сангину использовали А. Ватто, Ж. О. Фрагонар, Ж.-Б. С. Шарден. Особенно востребованной в эпоху рококо и неоклассицизма оказалась «техника трёх карандашей»: сочетание в одном рисунке чёрного мела, или итальянского карандаша, белого мела и красной сангины.
Интерес к сангине сохранялся и в последующее время. Но особенно часто к ней обращались художники портретного жанра начала XX века. Приёмы растушёвки сангиной позволяли тонко моделировать лицо и руки портретируемого, оставляя в наброске (часто графитным или угольным карандашом) остальные части фигуры. Известны портретные зарисовки такого рода работы художников объединений «Мир искусства»: К. А. Сомова, М. В. Добужинского, «Цеха живописцев Святого Луки»: Д. Н. Кардовского, Н. Э. Радлова, В. И. Шухаева, А. Е. Яковлева.
Сангину, содержащую сульфит железа, используют для приготовления пигментов масляных красок в живописи и обжигающихся пигментов для росписи изделий из керамики и стёкол витражей.